# Mecistocephalus evansi
Mecistocephalus evansi är en mångfotingart som beskrevs av Henri W. Brölemann 1922. Mecistocephalus evansi ingår i släktet Mecistocephalus och familjen storhuvudjordkrypare.
Artens utbredningsområde är Irak. Inga underarter finns listade i Catalogue of Life.